# Cataplasmă

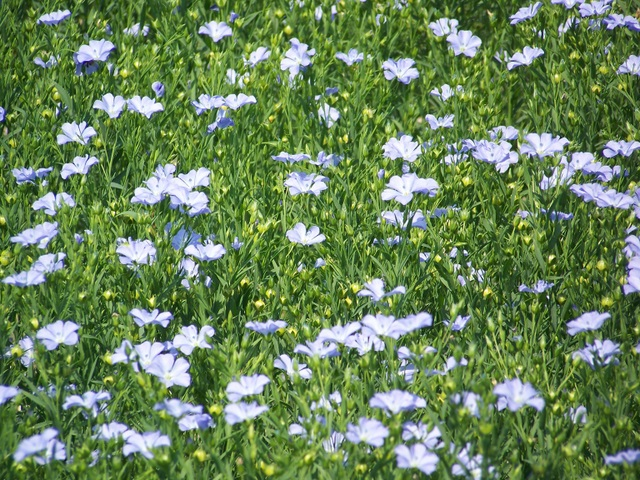
Inul (mai exact, făina de in) este uneori utilizat sub formă de cataplasmă

O cataplasmă este o pastă de uz farmaceutic, de obicei încălzită, care se aplică pe corp cu ajutorul unei bucăți de pânză sau bandaj. De cele mai multe ori, cataplasmele se aplică pentru efectul local calmant, antiinflamator sau emolient.

## Istoric
Cataplasmele au fost utilizate în medicina tradițională de multe secole. De exemplu, unii amerindieni utilizau pasta de dovleac pe post de cataplasmă.